# Max Zwicknagl
Max Zwicknagl (* 6. Juli 1900 in Rott am Inn; † 10. Januar 1969 ebenda) war ein deutscher Brauereiunternehmer und Politiker (BVP, CSU).

## Leben
Max Zwicknagl war ein Sohn des Landgerichtsarztes Obermedizinalrat Dr. Max Zwicknagl und dessen Ehefrau Anna. Annas Vater war Georg Kaiser, Besitzer der Kloster-Brauerei und eines Gutshofs in Rott. Nach dem Abitur am humanistischen Gymnasium im Kloster Ettal nahm Zwicknagl ein Studium der Nationalökonomie in München und Würzburg auf, welches er 1924 mit der Promotion beendete. Seit 1921 war er Mitglied der K.D.St.V. Rheno-Franconia München. Er war von 1924 bis 1926 Syndikus des Wirtschaftsbeirats der BVP und 1926/27 Geschäftsführer der deutsch-österreichischen Handelskammer in Wien. 1928 übernahm er die großelterliche Brauerei und den Gutshof in Rott am Inn.
1928 heiratete er Ilse Klöckner (1905–1985) aus Hamburg. Aus dieser Ehe gingen die drei Töchter Marianne (1930–1984), Brigitte (* 1931) und Renate (* 1944) hervor. Marianne heiratete 1957 den späteren CSU-Vorsitzenden und bayerischen Ministerpräsidenten Franz Josef Strauß und übernahm 1956 die elterliche Brauereien.
Zwicknagl war während der Zeit der Weimarer Republik Mitglied der BVP.
Nach 1933 wurde er mehrmals für einige Wochen verhaftet. Wegen seiner Kritik am Vierjahresplan der Nazis kam am 17. August 1937 ein Befehl zur Festnahme wegen „staatsfeindlichen Verhaltens“ und „Sabotage“. Zwölf Tage später, in der Nacht des 29. August 1937, wurde seine Brauerei durch einen Brand zu einem großen Teil zerstört. Die Indizien sprachen für Brandstiftung, von den NS-Behörden wurde die Brandursache indes nie aufgeklärt. 1939/40 sowie 1944/45 nahm er als Soldat am Zweiten Weltkrieg teil, zuletzt als Unteroffizier bei der Kraftfahrerersatzabteilung in Grafing bei München.
Nach dem Krieg war er in Rott in dem von der amerikanischen Militärregierung eingesetzten Fünferausschuss und als Mitglied einer Spruchkammer in Wasserburg mit der Entnazifizierung betraut; außerdem war er Mitbegründer der CSU in Wasserburg am Inn.
Zwicknagl war Kreistagsmitglied vom Landkreis Wasserburg am Inn und dort seit 1946 Vorsitzender der CSU-Fraktion. Er gehörte von Dezember 1946 bis März 1948 dem Bayerischen Landtag an und saß 1948/49 im Wirtschaftsrat des Vereinigten Wirtschaftsgebietes.
Zwicknagl war 1952/53 Leiter der Dienststelle für besondere Versorgungsaufgaben (DbV) im Bundesministerium für Ernährung, Landwirtschaft und Forsten. Von 1956 bis 1962 war er deutscher Konsul in Innsbruck.

## Ehrungen
Am 15. Dezember 1959 wurde ihm der Bayerische Verdienstorden verliehen; in der Staatsanzeiger-Veröffentlichung ist die Tätigkeit als Konsul der Bundesrepublik Deutschland in Innsbruck genannt.